# Too Much (Marshmello e Imanbek)
Too Much è un singolo del disc jockey statunitense Marshmello pubblicato il 23 ottobre 2020.

## Video musicale
Il video musicale è stato pubblicato sul canale ufficiale del DJ.

## Tracce
1. Too Much – 4:15